# حمان (الضالع)
حمان هي إحدى قرى الجمهورية اليمنية. تتبع جغرافيا لمحافظة الضالع و إداريًا لمديرية قعطبة. يبلغ تعداد سكانها 1318 نسمة حسب الإحصاء الذي أجري عام 2004.